# Aeropuerto Reales Tamarindos
El Aeropuerto Reales Tamarindos (IATA: PVO; OACI: SEPV) es el aeropuerto que sirvió a la ciudad de Portoviejo, provincia de Manabí, Ecuador. 
El aeropuerto está en una altitud de 40 metros (130 pies) sobre del nivel del mar. Tiene una pista de aterrizaje designada 12/30 con superficie de asfalto midiendo 7,451 pies (2,271 metros). Clasificación C, OACI; seguro y eficiente. 

## Historia
El Aeropuerto Reales Tamarindos de Portoviejo nació como el Campo de Aviación en la década de 1930; por no contar con instrumentos de control en tierra, los pilotos de las aeronaves se guiaban mirando la carretera desde el aire para aterrizar, posteriormente era a través de una sencilla manga de viento y la señal de Radio Canal Manabita que se realizaban sus operaciones de despegue y aterrizaje, sin que nunca ocurriera un accidente. En 1940 aterrizó el primer avión grande de la empresa AREA, un bimotor de varias plazas que concitó la curiosidad y entusiasmo de toda la ciudad. Luego, periódicamente llegaban aviones de las compañías SEDTA, LANSA, VIANSA, AREA y otras.
Es el Dr. Camilo Ponce Enríquez, Presidente Constitucional del Ecuador, en razón que en el año 1954 se produjo una situación de emergencia internacional, que amenazaba la seguridad de la Patria, en esas circunstancias, fue de imprescindible necesidad realizar trabajos de ampliación y adecuación en el Aeropuerto Reales Tamarindos de Portoviejo, a fin de dejarlo en condiciones técnicas óptimas para operaciones militares, especialmente de aviones de reacción. Que por tales trabajos fue necesario comprar de hecho, parte de los terrenos adyacentes a la pista de aterrizaje existentes y de propiedad de varios particulares. Esto se lo hizo mediante el decreto ejecutivo n.º 1.021, 1.022. Registro Oficial 252, miércoles 3 de julio de 1957.
El transporte aéreo hacia Bahía, Esmeraldas, Guayaquil, se incrementa significativamente y acercándonos a la década de los 70 comienza a operar TAME, a inicios de los 80 VIAMA, TAKIGA, AEROBAHIA entre otras. Durante el fenómeno del Niño en los años 1982-83 y 1997-98 llegaba un avión Hércules C-130 y los aviones del Ejército Nacional con víveres y ayuda para trasladar al aeropuerto de San Vicente, así mismo la ayuda por el terremoto de Bahía de Caráquez.
Los vuelos de AREA eran diarios entre Portoviejo y Quito. Las aeronaves volaban entre Portoviejo, Guayaquil, Pedernales, Tosagua, Esmeraldas y más destinos. Desde el aeropuerto salía la producción de camarones, servía para el servicio de avionetas de fumigación de bananeras, para el traslado de enfermos graves a Guayaquil y vuelos de emergencia que por alguna necesidad debían hacerse. El Aeropuerto Reales Tamarindos fue un eje de desarrollo provincial.
La demanda de pasajes era muy alta, los aviones salían y llegaban llenos, en lugar de incrementar vuelos y fortalecer esta actividad productiva, fueron creando excusas para cancelar vuelos, "por mal tiempo", se dañó un equipo o cualquier otra razón. Teniendo esta ciudad una pista y un clima privilegiados para la aviación.
El Estado a través de los años invirtió millones de dólares en mejoramiento de la pista, es así que meses antes del injustificado cierre del aeropuerto, se invirtió cerca de 2 millones de dólares en la pista y se elaboraron planos para remodelación del edificio. El aeropuerto fue cerrado por orden de Rafael Correa en 2011, alegando que frenaba el crecimiento de la capital manabita. La última ruta, que operaba VIP Ecuador a través de Aerogal (hoy Avianca Ecuador), al Aeropuerto Internacional Mariscal Sucre de Quito cesó sus operaciones en 2011. Luego se usó para las operaciones del helicóptero policial de la ciudad, además de para eventos artísticos y ferias de comercio en épocas navideñas. En 2016, el aeropuerto funcionó como albergue para los damnificados por el terremoto del 16 de abril, durante casi un año. 
En la actualidad este eje de desarrollo se encuentra en litigio, puesto que el Municipio de Portoviejo, presuntamente ha cometido graves irregularidades, vendiendo los terrenos del Aeropuerto Reales Tamarindos a particulares, destruyendo su edificación y parte de la pista de aterrizaje. Existe una acción extraordinaria de protección admitida por la Corte Constitucional del Ecuador, interpuesta por un grupo de ciudadanos portovejenses, para defender este patrimonio de la ciudad. De igual manera, han solicitado a la Contraloría General del Estado una investigación sobre la legalidad de lo actuado por el Municipio de Portoviejo, examen especial que ya está en curso.

## Aeropuertos cercanos
- Aeropuerto Internacional Eloy Alfaro de Manta: 41 km. (46 minutos en automóvil).